# Zamek Orawski

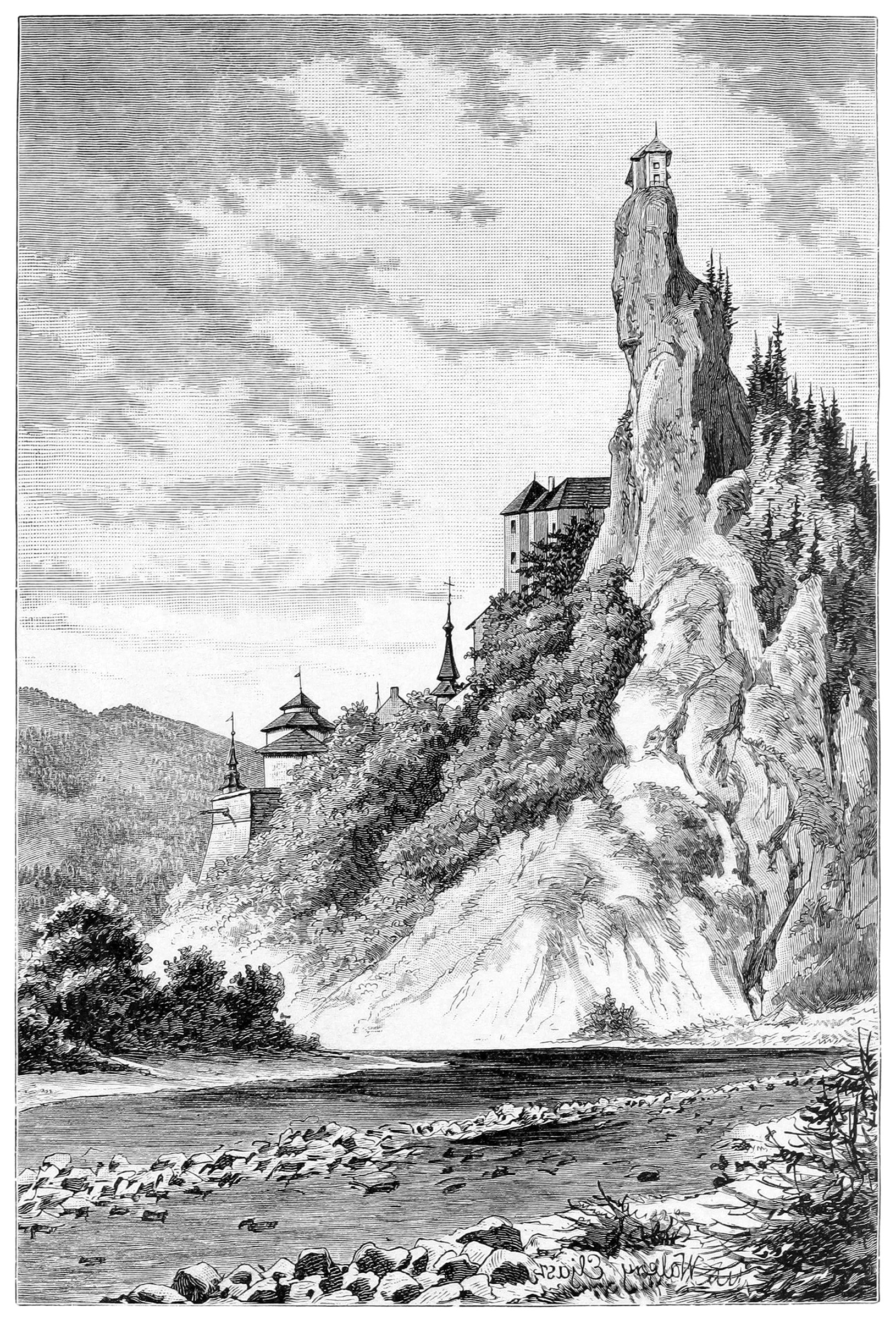
Zamek Orawski od wschodu. Rys. z nat. Walery Eljasz (ok. 1887)

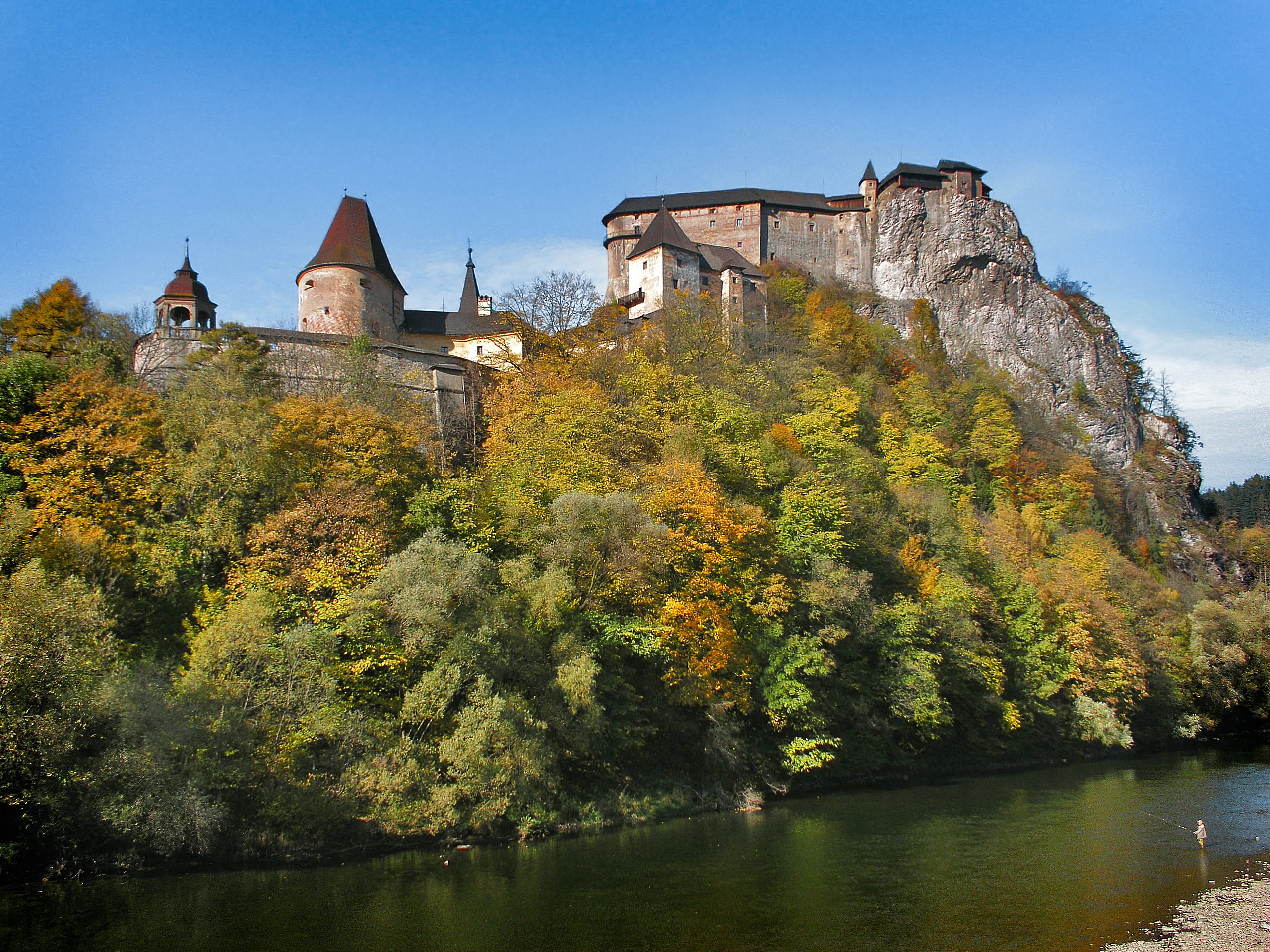
Zamek Orawski, w dole rzeka Orawa

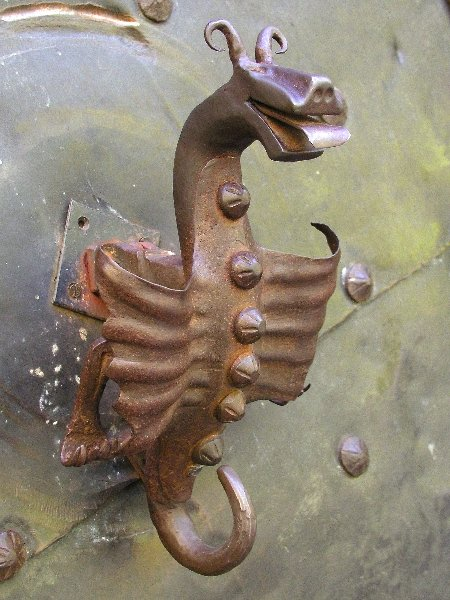
Kołatka do drzwi zamku

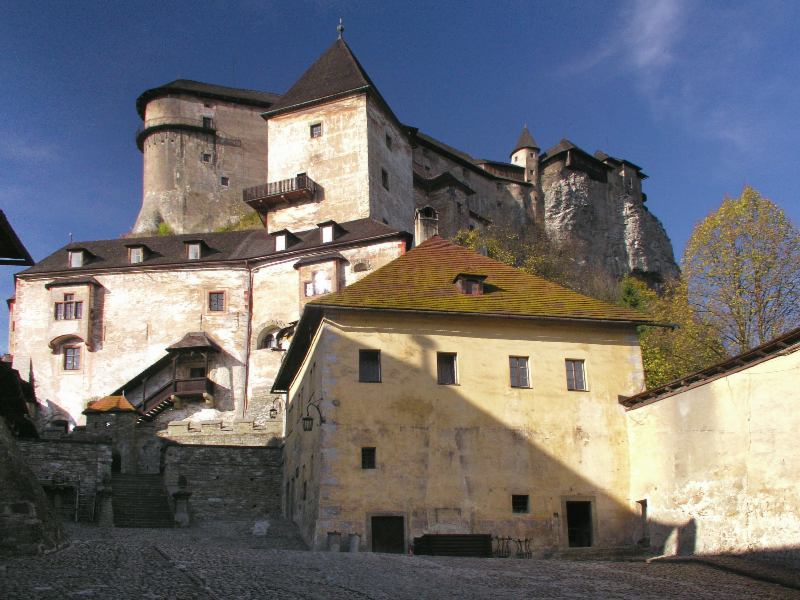
Zamek Orawski „dolny zamek”

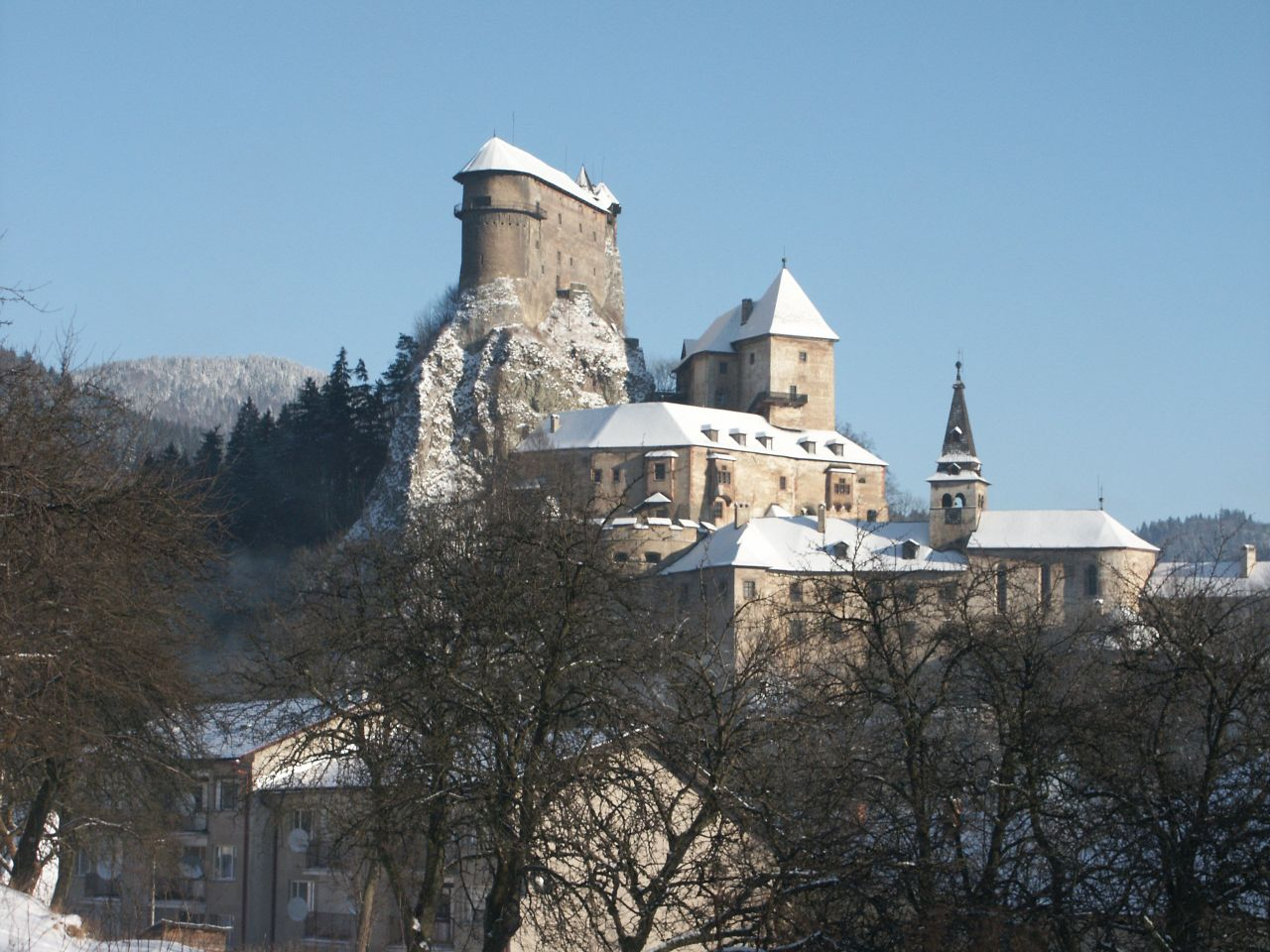
Zamek widziany od strony zachodniej

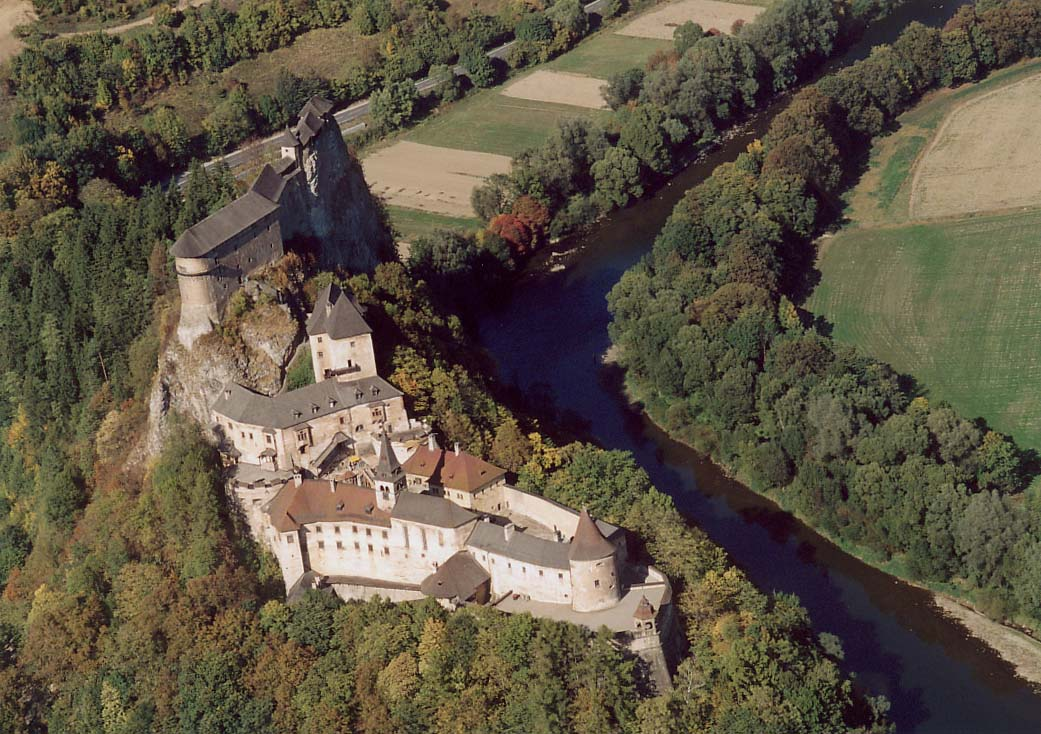
Zamek Orawski z powietrza

Zamek Orawski (słw. Oravský hrad, węg. Árva vára, niem. Arwaburg) – zamek na Słowacji, górujący nad miejscowością Orawskie Podzamcze. Wznosi się na skale, 112 metrów nad lustrem rzeki Orawy. Położony jest niedaleko granicy Polski (od Przełęczy Glinka ok. 37 km, zaś od Przełęczy Glinne ok. 40 km).

## Historia
Pierwotnie rejony te, jak i większość dzisiejszej Słowacji, były częścią Królestwa Węgier. O początkach samego Zamku Orawskiego niewiele wiadomo. Można jednak przypuszczać, że powstał tak jak wiele innych zamków na Węgrzech, po najeździe tatarskim w 1241 roku. Decyzja o jego wybudowaniu wynikała z kilku powodów. Głównym powodem było zabezpieczenie wschodniej granicy kraju i ochrona drogi biegnącej do Polski, ze względu na jej duże znaczenie handlowe. Niemałym powodem było również utworzenie sprawnego centrum administracyjnego dla Orawy. Pierwsze pisemne wzmianki o nim pochodzą z drugiej połowy XIII wieku.
W 1241 roku objął go w posiadanie król węgierski Bela IV od Miki z rodu Balaszów. W tym czasie istniał już górny zamek i prawdopodobnie średni. Teren dolnego zamku stanowiła zabudowa drewniana. Przedstawicielem króla na zamku był kasztelan.
W 1298 roku zamek został oddany możnowładcy Mateuszowi Czakowi Trenczańskiemu, a po jego śmierci, wraz z całą Orawą, został powierzony Węgrowi, Donczowi, który przez 20 lat pełnił godność kasztelana i tytułował się hrabią orawskim.
W 1331 roku król Karol Robert mianował hrabią orawskim kremnickiego hrabiego Leopolda, a w 1335 roku powierzył mu obowiązki kasztelana. Leopold godność tę piastował do roku 1349.
W 1420 roku otrzymał Orawę we władanie z rąk króla Zygmunta Luksemburczyka możnowładca węgierski polskiego pochodzenia Ścibor Ściborowic herbu Ostoja. W 1439 roku, po śmierci Albrechta II Habsburga, który w 1437 roku został wybrany przez szlachtę węgierską, i 1 stycznia 1438 koronowany na króla Węgier, jego żona, córka Zygmunta Luksemburczyka Elżbieta Luksemburska, w celu zapewnienia korony synowi Władysławowi Pogrobowcowi, wezwała na pomoc Jana Jiskrę z Brandysa. Jiskra zawładnął znaczną częścią ziem dzisiejszej Słowacji, w tym Orawą, jednak próba zdobycia zamku orawskiego, pod który pociągnął ze swymi wojskami, nie powiodła mu się.
Od 1441 roku, zamkiem władał Polak, „hrabia Liptowa i Orawy”, Piotr Komorowski. Po porażce wojsk węgiersko-polskich pod Warną w 1444 roku, Komorowski sprzymierzył się z Janem Jiskrą przeciwko Janowi Hunyadyemu i jego synowi Maciejowi Korwinowi. Jednak po umocnieniu się władzy Macieja Korwina na tronie węgierskim, musiał podjąć z nim rokowania. Udało mu się zachować zamek orawski oraz tytuły hrabiego na Liptowie i Orawie. Niedługo jednak pozostał mu wierny, bo przystąpił do stronnictwa, które obrało polskiego królewicza Władysława Jagiellończyka, syna Kazimierza IV Jagiellończyka, na króla Węgier. Próba zdobycia korony węgierskiej przez polskiego królewicza nie powiodła się, co spowodowało zajęcie wszystkich posiadłości Komorowskiego na Liptowie i Orawie. Pomimo że Korwin nie pokonał Komorowskiego bezpośrednio i nie zdobył zamku, to jednak zmusił go do odstąpienia zamku i dóbr na Orawie i Liptowie za odszkodowaniem w wysokości 8000 złotych. Król polski Kazimierz Jagiellończyk, chcąc zrekompensować Komorowskiemu straty na Orawie, nadał mu położone niedaleko (ok. 100 km na północ) tzw. dobra żywieckie. Maciej Hunyady-Korwin doskonale zdawał sobie sprawę ze znaczenia zamku. Musiał więc osadzić na nim swych popleczników. Wobec tego mianował hrabią orawskim Tomasza z Kamienicy, a kasztelanem Horwata Kiszewicza z Łomnicy.
W 1482 roku Korwin podarował Orawę i Liptów swemu synowi z nieprawego łoża Janowi, mianując go hrabią. Za jego czasów rozpoczęła się na dzisiejszym średnim zamku budowa nowego, wielkiego pałacu. Przy tej okazji powstało nowe przedzamcze z wieżą obronną, usytuowane na miejscu prehistorycznego grodziska w południowej części zespołu zamkowego.
W 1484 żupanem Orawy został Emeryk Zápolya. Po klęsce Węgrów, w bitwie pod Mohaczem i śmierci króla Ludwika II Jagiellończyka rozpoczęła się kolejna rywalizacja o tron węgierski, między popieranym przez część szlachty magnatem Janem Zápolyą a arcyksięciem Ferdynandem Habsburgiem. Zamek Orawski, podobnie jak inne posiadłości, był rozdawany przez pretendentów do korony. Orawa była początkowo w rękach Zápolyi i zamkiem zarządzali Piotr i Mikołaj Kostkowie, stronnicy Jana Zápolyi.
W 1527 roku Ferdynand Habsburg podarował Orawę Aleksemu Thurzonowi, był to jednak pusty gest, gdyż zamek nie należał do darowującego. Jednak wtedy nazwisko Thurzonów po raz pierwszy pojawiło się w historii zamku. Niebawem, na skutek niezdecydowanej postawy Zápolyi, Mikołaj Kostka przeszedł na stronę Ferdynanda i otrzymał w nagrodę pobliski zamek w Strecznie wraz z tytułem szlacheckim.
W 1534 roku objął Orawski Zamek w posiadanie polski szlachcic Jan z Dębowca. Rozkazał on najpierw przebudować górny zamek, a następnie rozbudować system fortyfikacji, by mogły sprostać zagrożeniom, niesionym przez ekspansję Imperium Osmańskiego. Za jego czasów powstał drugi pałac na zamku średnim. Jan z Dębowca Sprowadził na Orawę kilku swoich przyjaciół, krewnych i powinowatych ze Śląska, m.in. Wacława Siedlnickiego, który po jego śmierci w 1545 roku, został jego spadkobiercą.
W 1549 roku Ferdynand Habsburg dołączył Orawę do swoich posiadłości i wydzierżawił zamek Siedlnickiemu za 18 337 złotych reńskich, ale ten w 1556 roku, na żądanie Ferdynanda, zmuszony był odstąpić go Franciszkowi Thurzonowi (bratu Aleksego). Ten podjął dalsze prace budowlane na zamku. W pierwszej kolejności kazał usunąć wszystkie drewniane elementy umocnień, zastępując je murowanymi, następnie przeprowadził renowację obu pałaców, a w końcu dobudował nowe skrzydło w dolnej części zamku.
W 1574 roku zamek odziedziczył 8-letni syn Franciszka, Jerzy. Podczas jego nieobecności sprawy zamku i grodowych posiadłości prowadził Jerzy Abaffy. W tym czasie na Węgrzech wybuchło kolejne powstanie antyhabsburskie. Jerzy Thurzo nie przystał do powstańców i pozostał wierny cesarzowi Rudolfowi II. W nagrodę za taką postawę został obdarowany w 1606 roku Orawą z zamkiem oraz godnością żupana. Odtąd majątek ten miał stanowić na długie lata własność rodową Thurzonów.
Jerzy dokończył budowę przedzamcza, a w południowym narożniku zamku dolnego polecił wznieść bastion działowy, który wraz z nową bramą i łączącymi się z nimi murami miał stanowić jądro obrony wejściowej strefy zamku.
Od 1616 roku wdowa po Jerzym, Elżbieta Coborowa, sprawowała zarząd majątkiem, a po dojściu do pełnoletniości zarządzał nim ich syn – Emeryk. W przeciwieństwie do ojca, Emeryk Thurzo sprzyjał antyhabsburskiemu spiskowi. Zmarł w 1621 roku, a wraz z jego śmiercią wymarł ród Thurzonów po mieczu.
W 1626 roku zmarła Elżbieta Coborowa. Współwłaścicielkami majątku zostało siedem córek Jerzego i Elżbiety: Zuzanna, Judyta i Barbara oraz, już wówczas wdowy: Helena Illeshazy, Maria Vizkelethy, Katarzyna Thököly i Anna Szunyogh. Spadkobierczynie i ich mężowie zebrali się 5 lipca 1626 r. na zamku w Lietawie i ustanowili komposesorat, czyli współwłasność ziemską. Komposesorat Orawski był największy na Słowacji i obejmował niemal całą Orawę, wraz ze znaczną częścią Tatr Zachodnich. Pierwszym zarządcą majątku wchodzącego w skład komposesoratu w latach 1626–1648 był mąż Heleny – Gaspar Illeshazy. Stefan Thököly, jego następca (od 1653 roku), został oskarżony o udział w tzw. spisku Wesselényiego przeciw cesarzowi Leopoldowi I. Mimo że zaprzeczał oskarżeniom i ślubował wierność Habsburgom, został pozbawiony majątku. Wobec takiego rozwoju sprawy Thököly musiał się bronić i niejako z przypadku stał się jednym z symboli antyhabsburskiego powstania. 28 listopada 1670 roku wojsko cesarskie rozpoczęło oblężenie zamku. Syn Stefana, Imre Thököly, w ostatniej chwili uciekł najpierw do Polski, potem do Siedmiogrodu. Kilka dni później Stefan Thököly zmarł, a załoga otworzyła bramy zamku, który został zajęty przez wojska Franciszka Rakoczego. W 1672 r. na kilka tygodni zawładnęły zamkiem oddziały pospolitego ruszenia w czasie ludowego powstania Kaspra Piki. Zamek odbił z rąk powstańców w listopadzie tego roku cesarski generał, hrabia Johann von Sporck.
Na początku XVIII w. Węgry ogarnęło kolejne powstanie antyhabsburskie, na którego czele stanął książę siedmiogrodzki, Franciszek II Rakoczy. W 1703 r., czyli już w pierwszym roku powstania, wojska Rakoczego zajęły całe Górne Węgry (dzisiejszą Słowację), w tym również Zamek Orawski. Dzierżyły go pięć lat. Od 1708 r. cesarskie wojska zaczęły ponownie odbijać utracone tereny, by w końcu zająć również Orawę. Zamek, obsadzony przez stronników Rakoczego, bronił się do kwietnia 1709 r. Po zawarciu pokoju między powstańcami a Habsburgami w 1711 r. zarząd zamku i komposesoratu powrócił do rąk spadkobierców Thurzonów, ale zyski z posiadłości, skutkiem zniszczeń wojennych i postępującej ucieczki ludności, były coraz mniejsze.
W drugiej połowie XVIII wieku funkcja zarządcy majątku orawskiego przez pewien czas w ogóle nie była obsadzana, a od 1764 roku przez prawie 20 lat powierzano ją urzędnikom państwowym. W 1782 roku do zarządzania komposesoratem powołano Mikołaja Esterhazyego, a w 1792 roku – Franciszka Zichyego. Zarządcy ci dokonali pewnej przebudowy, ale zamek całkowicie stracił charakter obronny.
18 kwietnia 1800 roku wybuchł pożar i w ciągu kilku dni zniszczył wszystkie drewniane części zamku. Franciszek Zichy zabezpieczył przed dewastacją jedynie część dolnego zamku, który w takim stanie przetrwał przez 60 lat. Zrujnowana budowla służyła jako ciężkie więzienie, w którym odbywało kary wielu zbójników tatrzańskich. W roku 1852 sędziwy zarządca komposesoratu Franciszek Zichy (syn poprzedniego) podejmował w zamku cesarza Franciszka Józefa.
W 1868 roku za sprawą nowego zarządcy Edmunda Zichyego (1842-1894) zawieszono działalność penitencjarną i urządzono w zamku jedno z pierwszych na Słowacji muzeów. Muzeum Komposesoratu Orawskiego (słow. Múzeum Oravského komposesorátu) wypełniły zbiory broni i uzbrojenia z zasobów dawnej zbrojowni zamkowej, elementy zamkowego wyposażenia, zespół drewnianych modeli orawskiej architektury: domów mieszkalnych, tartaków, młynów wodnych, folusza, zapór wodnych itp. Zbiory muzealne zostały udostępnione publiczności w 1868 roku, a pierwsze katalogi zbiorów były publikowane w latach 90. XIX wieku.
Po Zichym rządy na orawskim zamku sprawował w latach 1894–1896 Paweł Esterhazy. Jego następca Jozef Palffy (1896–1919) podjął się rekonstrukcji i remontu budowli. Działalność muzeum i trwające równolegle prace remontowe zostały przerwane przez wybuch I wojny światowej. Podjęto je ponownie dopiero w latach międzywojennych, kiedy to zarząd nad zamkiem sprawowało już państwo czechosłowackie, które wykupiło ponad 50% udziałów komposesoratu.
Po II wojnie upaństwowiono dawne majątki niemieckie i węgierskie na Słowacji. Zamek przeszedł na własność państwa. W 1953 r. rozpoczęto prace mające na celu przywrócenie dawnej świetności obiektu, jednak w kilku miejscach zniszczono zabytek – m.in. wykonano betonowy strop w XIII wiecznym górnym zamku, zamiast odtworzyć oryginalny drewniany. Obecnie w zamku nadal trwają prace remontowe i rekonstrukcyjne. Zamek pełni rolę pamiątki narodowej i muzeum. Prezentowana jest w nim historia samego zamku, jednak najbardziej szczegółowo pokazano epokę Turzonów i czasy komposesoratu. Jest też ekspozycja przyrodnicza oraz etnograficzna Orawy. Należy wspomnieć o imponującej kolekcji okazów ornitologicznych, zgromadzonej przez Antoniego Kocyana, polskiego leśniczego od 1870 r. pracującego w lasach Komposesoratu Orawskiego na węgierskiej wówczas Orawie. Zbiory prezentują nie tylko ptaki, stale osiadłe na Orawie, lecz także zlatujące tam.
Na zamku w 1921 roku Friedrich Wilhelm Murnau nakręcił film Nosferatu – symfonia grozy.

## Architektura
Na całość zamku składają się trzy kompleksy średniowieczno-renesansowych budowli, co powoduje, że czasem w odniesieniu do niego mówi się o zamkach orawskich.
Najstarszą częścią, a zarazem najwcześniej zauważaną przez turystów zbliżających się do Orawskiego Podzamcza jest zamek górny, pochodzący z pierwszej połowy XIII wieku. Jest to wyniosła, wąska budowla, z przybudówkami, zorientowana w kierunku wschód-zachód, „przyklejona” do skały w taki sposób, aby był niedostępny z zewnątrz. Patrząc na zamek od wschodu, wydaje się, że budowla przeczy prawom fizyki, gdyż skała, na której go zbudowano, jest wygięta w kierunku południowym.
Poniżej znajduje się zamek średni, gdzie wyróżnia się czworoboczna wieża i zabudowania dwóch tzw. pałaców, wzniesionych przez Jana z Dębowca i Jana Korwina.
Najniżej położony jest zamek dolny z pałacem Thurzonów, barokowym kościołem zamkowym i wieżą.

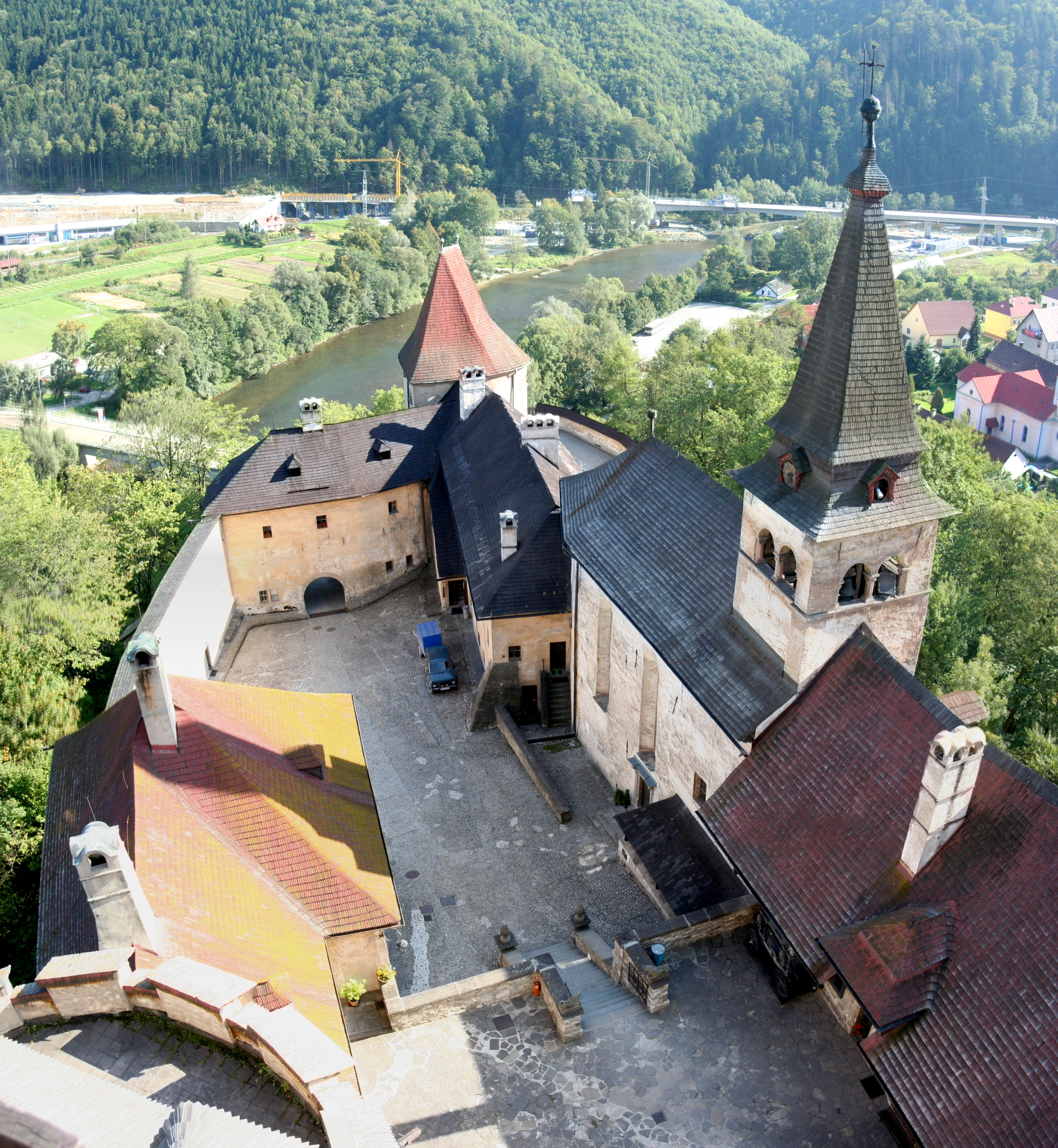
Widok z góry dziedzińca Orawskiego Zamku

## Turystyka
W sezonie, który trwa od końca kwietnia do końca września, są organizowane festyny dla turystów o terminach, których można się dowiedzieć na stronie internetowej zamku, prowadzonej również po polsku. Zamek można zwiedzać również z polskojęzycznym przewodnikiem.
- Godziny otwarcia i cennik wstępu:

Ze względu na zmienność godzin najlepiej sprawdzać je bezpośrednio na stronie zamku, gdzie zamieszczony jest również aktualny cennik.
- Zwiedzanie:

Dostępny dla zwiedzających jest niemal cały zamek. Jako ostatni, po zakończeniu rozległych prac konserwatorskich, udostępniono do zwiedzania w 1969 r. zamek górny. Ze względów bezpieczeństwa aktualnie zamknięta jest jego najwyżej położona część, za cytadelą z półokrągłym balkonem. Osoby z lękiem wysokości nie powinny zwiedzać górnego zamku (cytadela) ze względu na konieczność pokonania stromych, zewnętrznych schodów. Wskazane jest przybycie przynajmniej na dwie godziny przed godziną zamknięcia, ze względu na konieczność utworzenia grupy. Zwiedzanie indywidualne jest niemożliwe. Osoby chcące fotografować lub filmować muszą uiścić dodatkową opłatę. W kilku pomieszczeniach jest zakaz fotografowania obrazów, jednak dotyczy on wyłącznie używania lamp błyskowych – można fotografować bez lampy.